# Renault Sandero
O Sandero é um automóvel hatch desenvolvido pela Renault do Brasil e a romena Dacia — uma subsidiária da Renault, visando especialmente os mercados em desenvolvimento do Leste Europeu e Latino-americano. O carro baseia-se na plataforma M0 (em seu lançamento na B0), a mesma utilizada pelo Clio III europeu e Renault Logan, e apesar de ser um hatchback, está posicionado em um segmento de mercado (e de preço) acima do Logan, modelo do qual deriva.
Sob diversos ângulos, pode-se notar que o Sandero tem um desenho claramente inspirado no do Clio III europeu. Ambos os carros também possuem dimensões externas bem semelhantes. Contudo, o Clio III é bem mais requintado em termos de acabamento, além de possuir mais equipamentos de conforto e segurança.
O Sandero brasileiro foi reestilizado em 2011, recebendo uma frente inspirada no Clio III europeu. A versão Stepway também foi reestilizada. A traseira recebeu leves modificações e ganhou letras ao estilo do Fluence. O interior recebeu acabamentos melhores e o modelo ganhou a opção de câmbio automático de quatro marchas. O modelo deverá inspirar uma futura re-estilização no Sandero europeu. Uma nova geração do Sandero já está a venda desde 2012 na Europa, e é vendida no Brasil sob a marca Renault, desde Julho de 2014.
Em 2020, a Dacia (Subsidiária da Renault) lançou a 3a geração do Sandero e do Stepway
Mesmo com a adoção da nova plataforma, os novos Sandero e Stepway continuam com 4,08 metros de comprimento, enquanto a largura é de 1,85 m. A altura foi reduzida em 1 centímetro, agora com 1,50 m. O teto ainda foi rebaixado em alguns milímetros para melhorar a aerodinâmica e assim reduzir a emissão de CO2 em alguns gramas.
Com mais tecnologia e uma carroceria mais robusta, o peso total aumentou. A Dacia informa que o novo Sandero pesa cerca de 40 kg a mais que a geração anterior, o que faz com que seu peso oscile entre 1.150 kg e 1.300 kg, dependendo da versão, motorização e opcionais escolhidos.
O resultado final do estilo são suficientes para que o Sandero pareça mais dinâmico, principalmente pelo novo design da parte dianteira que usa uma assinatura em "Y" para a iluminação diurna em LED, o que nos lembra muito a geração antiga do Audi A6. As lanternas menores ajudam a deixar a parte traseira com uma aparência de ser maior, embora também nos remeta a outros modelos
Já o Stepway, continuará a ser oferecido e seguiu muito do que foi aplicado no Sandero, já que é baseado no hatchback. O capô é específico para ele, com vincos a mais, as caixas de roda são maiores com cobertura plástica e a altura em relação ao solo é de 17,4 centímetros (contra os 13,3 cm do Sandero). A grade também é específica, com um acabamento interno diferente.
O novo Stepway também recebe, pela primeira vez na Europa, rack modular no teto. Uma chave guardada no porta-luvas permite destravar as barras para mudar sua posição, entre horizontal ou vertical. Elas tem uma capacidade de carga de 80 kg. A previsão, é de que cheguem em 2022.

## Primeira geração

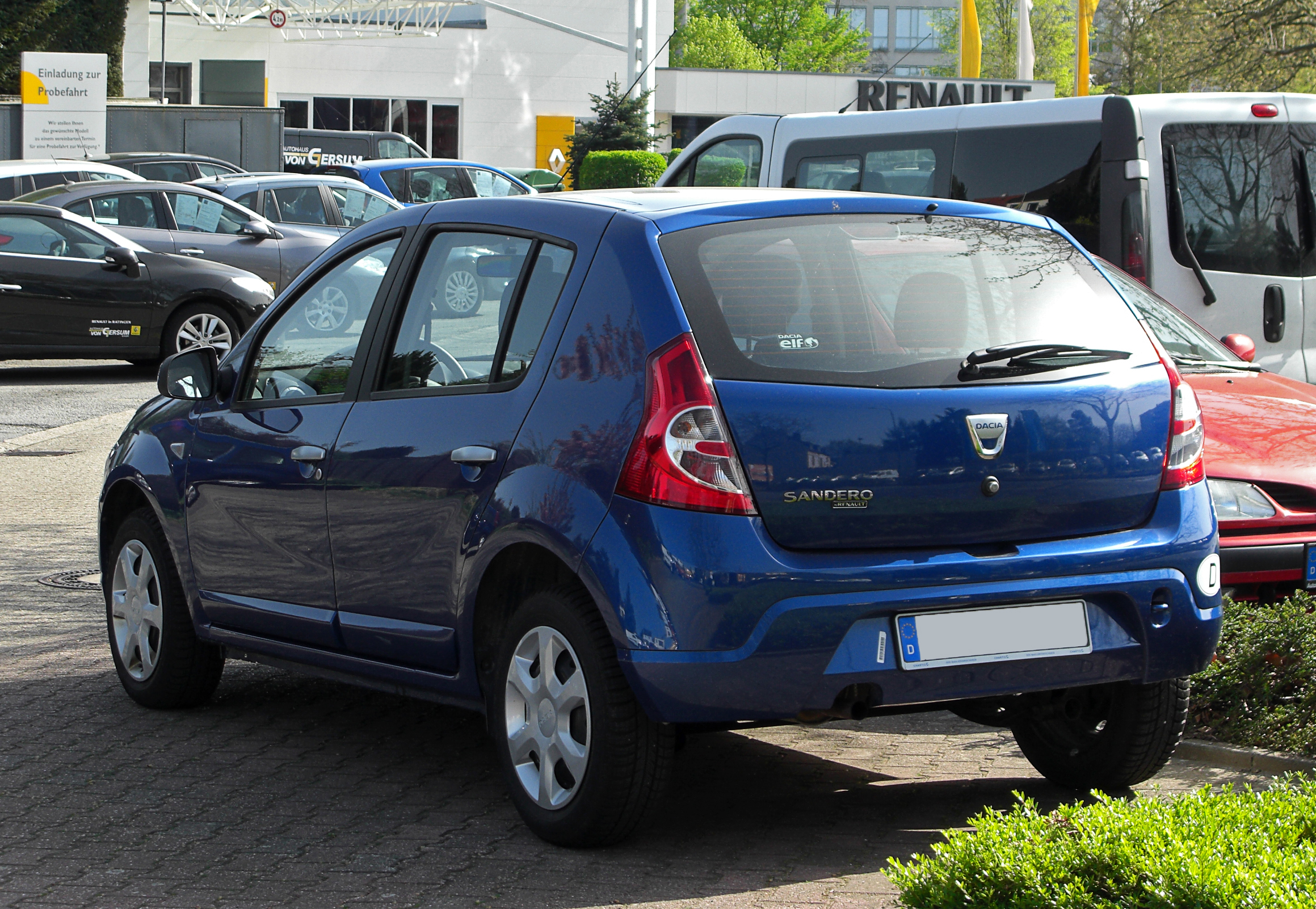
Dacia Sandero 2011

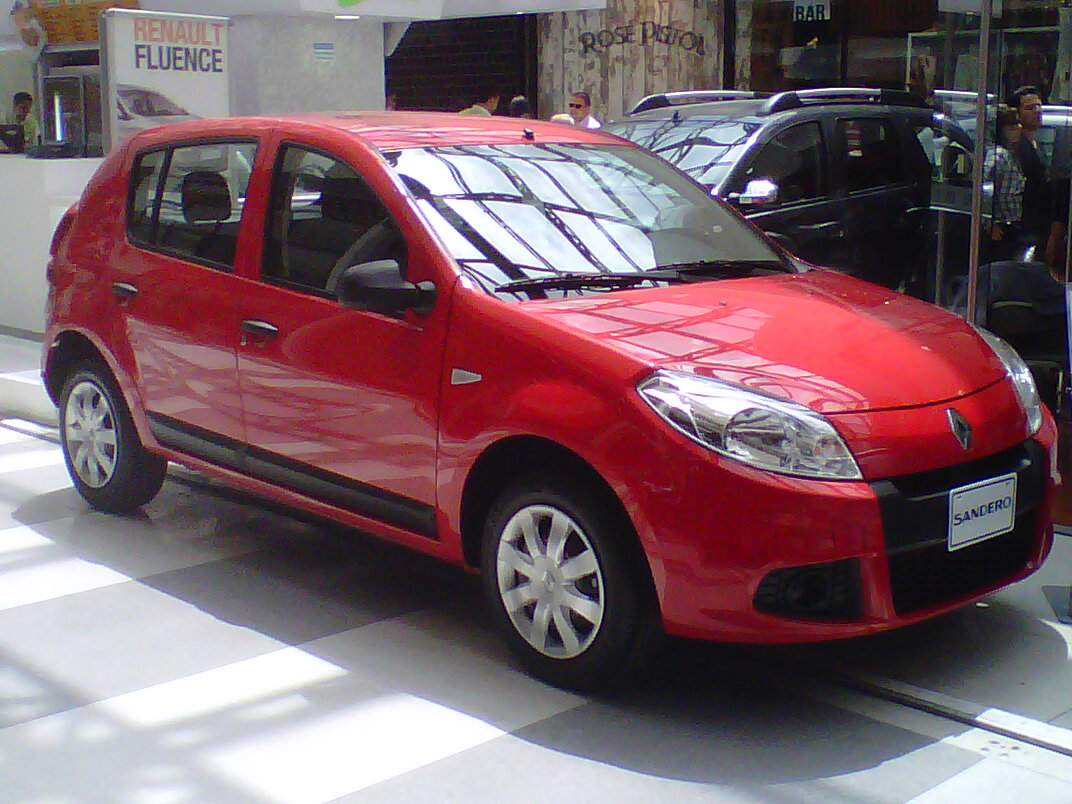
Renault Sandero pós-facelift na Colômbia

O Sandero foi desenvolvido no Technocentre da Renault próximo à Paris, França, em conjunto com os centros regionais de engenharia do Brasil e Romênia. Em 2007 ele fez sua primeira aparição durante o Salão do Automóvel de Frankfurt, e fez sua estréia no mercado brasileiro, como um modelo da Renault, em dezembro de 2007, tornando-se o primeiro modelo da Renault a estrear fora da Europa. Em março de 2008, foi a vez do continente europeu receber o compacto como um modelo Dacia. Sua versão de produção foi apresentada no Salão Internacional do Automóvel de Genebra. Em fevereiro de 2009, foi a vez do continente africano receber o modelo, sendo lançado na África do Sul sob a marca Renault. Em Dezembro de 2009, foi a vez da Rússia. Além desses países ele também é fabricado Renault na Colômbia para alimentar o mercado interno e também era exportado para o Chile. Apesar de sua segunda geração ter sido lançada em 2012, o Sandero I foi lançado em 2015 no Irâ.

### Facelift
Em Maio de 2011, a Renault lançou no Brasil a versão reestilizada do Sandero, que trazia para-choques redesenhados e o interior revisado.
Na Colômbia, a versão reestilizada do Renault Sandero e o Renault Stepway foram revelados no inicio de 2012, com algumas diferenças das outras versões vendidas, como, por exemplo, a localização das fechaduras e airbags para os passageiros.

### Segurança

#### Europa
Na vanguarda da segurança passiva, o Sandero foi projetado para atender aos requisitos da regulamentação européia. Dependendo do nível de equipamento, o Dacia Sandero vinha com mais de quatro airbags. Em termos de segurança passiva o Dacia Sandero era equipado na época com a última geração do sistema de ABS da Bosch, a Bosch 8.1 ABS, que possuía o sistema de EBD (Distribuição eletrônica de frenagem) e EBA (Assistente de frenagem emergencial) incorporado.
A Euro NCAP analisou o Dacia Sandero equipado com o nível básico de equipamentos de segurança, e também testou a versão com o nível máximo de equipamentos oferecidos, o "safety pack", que é oferecido como opcional em alguns modelos e padrão em outros. O crash test da versão básica, que era equipado com cintos com limitador de carga e airbag duplo, pontuou 3 estrelas para adultos, 4 estrelas para crianças e 1 estrela para colisões com pedestres.
- Ocupante Adulto: , 25 pontos
- Ocupante Criança: , 38 pontos
- Pedestres: , 6 pontos

O modelo "safety pack" testado pela EuroNCAP era equipado com airbags duplos e laterais, cintos com pré-tensionadores, recebeu 31 pontos para ocupantes adultos, 38 para crianças e 6 para pedestres, esse resultado foi classificado com 4 de 5 estrelas para ocupantes adultos e crianças.
- Ocupante Adulto: , 31 pontos
- Ocupante Criança: , 38 pontos
- Pedestres: , 6 pontos

#### America latina
O Sandero vendido na América Latina foi testado, em 2012, pelo instituto Latin NCAP, que avalia a proteção aos ocupantes no caso de uma colisão. Os testes da NCAP classificam a segurança dos veículos com notas que vão de 0 a 5 estrelas. Os resultados com o Sandero latino sem airbags foram desanimadores, recebendo apenas 1 estrela na proteção para adultos e 2 estrelas na proteção para crianças. O modelo europeu com duplo airbags, testado pela Euro NCAP, em 2008, recebeu 3 estrelas  na proteção para adultos e 4 estrelas na proteção para crianças.
- Ocupante Adulto: , 4,61 pontos
- Ocupante Criança: , 18.78 pontos

### Stepway

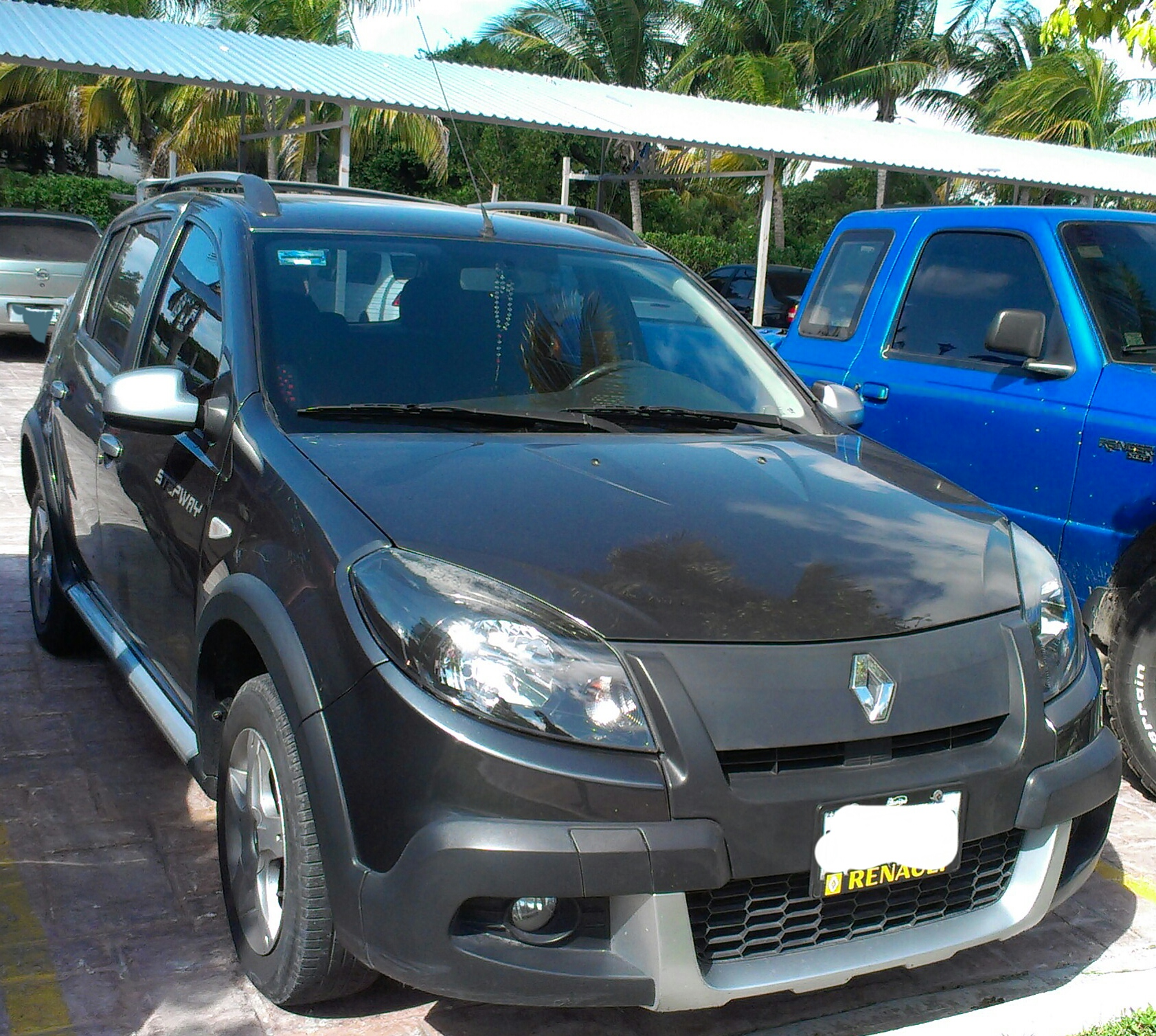
Renault Sandero Stepway

Em outubro de 2008, menos de um ano após o lançamento do Sandero no Brasil, a Renault do Brasil apresentou uma nova versão do Sandero: o Stepway, a versão "aventureira", da qual a Renault o tratou como um novo modelo. O carro tem um apelo off road, que são carros de passeio, com alguns apliques de plásticos e visual mais encorpado.
Para diferenciar das demais versões, o carro ganhou para-choque dianteiro em formato de quebra-mato e traseiro mais envolventes, estribos e molduras laterais, protetor de cárter, faróis com "mascara negra", rack de teto e rodas de 16 polegadas. Além disso ele possuía alguns adesivos com diferentes temas, sendo opcionais gratuitos, eram: Eletronick, Flower, GPS, Sport, Street e Tattoo.

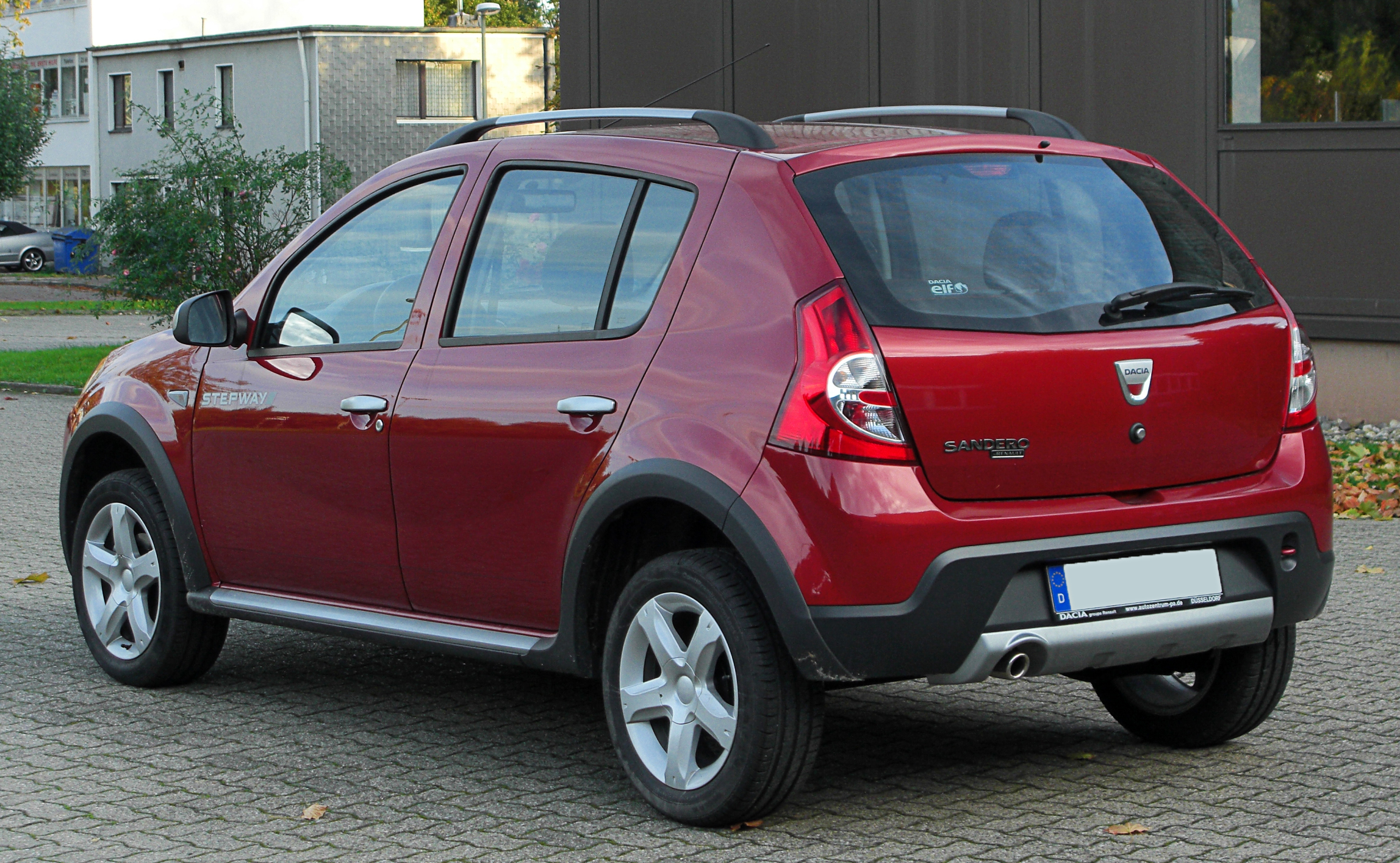
Dacia Sandero Stepway

Além das mudanças estéticas, ele ganhou ainda algumas modificações mecânicas, para conseguir enfrentar melhor possíveis trechos e estradas mais "radicais". A suspensão foi retrabalhada ficando com altura do solo de 185 mm, graças as molas e os amortecedores ficaram mais rígidos. As bitolas também ficaram maiores, dianteira de 1 504 mm (59,21 in) e traseira de 1 484 mm (58,43 in). Com isso, em comparação a versão normal, o Stepway ficou um pouco mais largo, de 1.746 mm para 1.751 mm.
A única opção de motorização ero o 1.6 k4m 16v, que gerava 112 cv (82,4 kW) no etanol e 110 cv (80,9 kW) na gasolina á 5750 rpm e 1,55 kgf-m (15,2 Nm) e 15,1 kgf-m (148 Nm) de torque á 3750 rpm. Esse motor era o mesmo oferecido nas versões Privilège e Nokia.
Na época de seu lançamento, ele tinha como objetivo fazer frente à concorrentes, como Citroën C3 XTR, Citroën C3 Aircross, Fiat Palio Weekeend, Ford Fiesta Trail, Volkswagen CrossFox e entre outros aventureiros urbanos.

### Motores
| Motor                                                                              | Código             | Volume*            | Potência                                                | Torque                                                         | Aceleração 0–100 km/h | Velocidade máxima                      | Consumo Combinado**              |                    |
| Motores a gasolina                                                                 | Motores a gasolina | Motores a gasolina | Motores a gasolina                                      | Motores a gasolina                                             | Motores a gasolina    | Motores a gasolina                     | Motores a gasolina               | Motores a gasolina |
| ---------------------------------------------------------------------------------- | ------------------ | ------------------ | ------------------------------------------------------- | -------------------------------------------------------------- | --------------------- | -------------------------------------- | -------------------------------- | ------------------ |
| 1.0 MPFi 16v SOHC                                                                  | D4D Hi-Flex        | 999 cc             | 77 cv (56,6 kW) @ 5850 rpm 76 cv (55,9 kW) @ 5850 rpm   | 10,1 kgf-m (99,1 Nm) @ 4350 rpm 9,9 kgf-m (97,1 Nm) @ 4350 rpm | 14.1 s                | 161 km/h (100 mph) 160 km/h (99,4 mph) | 9.7 l/100km (E) 6.3 l/100km (G)  |                    |
| 1.2 MPFI 16v SOHC                                                                  | D4F 732            | 1 149 cc           | 75 cv (55 kW) @ 5500 rpm                                | 10,9 kgf-m (107 Nm) @ 4250 rpm                                 | 13.6 s                | 161 km/h (100 mph)                     | 5.9 l/100km (G)                  |                    |
| 1.4 MPFI 8v SOHC                                                                   | K7J 710            | 1 390 cc           | 75 cv (55 kW) @ 5500 rpm                                | 11,4 kgf-m (112 Nm) @ 3000 rpm                                 | 13.0 s                | 161 km/h (100 mph)                     | 6.9 l/100km (G)                  |                    |
| 1.4 MPFI 8v SOHC                                                                   | K7J GNV            | 1 390 cc           | 72 cv (53 kW) @ 5500 rpm                                | 11,4 kgf-m (112 Nm) @ 3000 rpm                                 | 13.0 s                | 161 km/h (100 mph)                     | 9.2 l/100 km (GNV)               |                    |
| 1.6 EFi 8v DOHC                                                                    | K7M 800            | 1 598 cc           | 84 cv (62 kW) @ 5500 rpm                                | 13,8 kgf-m (135 Nm) @ 3000 rpm                                 | 12.9 s                | 169 km/h (105 mph)                     | 6.7 l/100 km                     |                    |
| 1.6 MPFi 8v SOHC                                                                   | K7M Hi-Torque      | 1 598 cc           | 95 cv (70 kW) @ 5250 rpm 92 cv (68 kW) @ 5750 rpm       | 14,1 kgf-m (138 Nm) @ 2850 rpm 13,7 kgf-m (134 Nm) @ 2850 rpm  | 11.7 s                | 174 km/h (108 mph)                     | 12.5 l/100km (E) 9.2 l/100km (G) |                    |
| 1.6 EFi 16v DOHC                                                                   | K4M 696            | 1 598 cc           | 105 cv (77,2 kW) @ 5750 rpm                             | 15,1 kgf-m (148 Nm) @ 3750 rpm                                 | 11.3 s                | 181 km/h (112 mph)                     | 6.8 l/100 km (G)                 |                    |
| 1.6 MPFI 16v DOHC                                                                  | K4M Hi-Flex        | 1 598 cc           | 112 cv (82,4 kW) @ 5750 rpm 107 cv (78,7 kW) @ 5750 rpm | 15,5 kgf-m (152 Nm) @ 3750 rpm 15,1 kgf-m (148 Nm) @ 3750 rpm  | 10.8 s                | 195 km/h (121 mph)                     | 14.3 l/100km (E) 9.7 l/100km (G) |                    |
| Motores a diesel                                                                   |                    |                    |                                                         |                                                                |                       |                                        |                                  |                    |
| 1.5 dCi 8v SOHC                                                                    | K9K 892            | 1 461 cc           | 75 cv (55 kW) @ 4000 rpm                                | 18,4 kgf-m (180 Nm) @ 1750 rpm                                 | 15.0 s                | 157 km/h (97,6 mph)                    | 4.5 l/100 km (D)                 |                    |
| 1.5 dCi 8v SOHC                                                                    | K9K 892            | 1 461 cc           | 88 cv (65 kW) @ 4000 rpm                                | 20,4 kgf-m (200 Nm) @ 1750 rpm                                 | 13.3 s                | 162 km/h (101 mph)                     | 4.8 l/100 km (D)                 |                    |
| 1.5 dCi 8v SOHC                                                                    | K9K 892            | 1 461 cc           | 90 cv (66 kW) @ 3750 rpm                                | 22,4 kgf-m (220 Nm) @ 1750 rpm                                 | 13.0 s                | 167 km/h (104 mph)                     | 4.6 l/100 km (D)                 |                    |
| *Volume da câmara de combustão **Consumo em trecho combinado (urbano + rodoviário) |                    |                    |                                                         |                                                                |                       |                                        |                                  |                    |

### Versões no Brasil

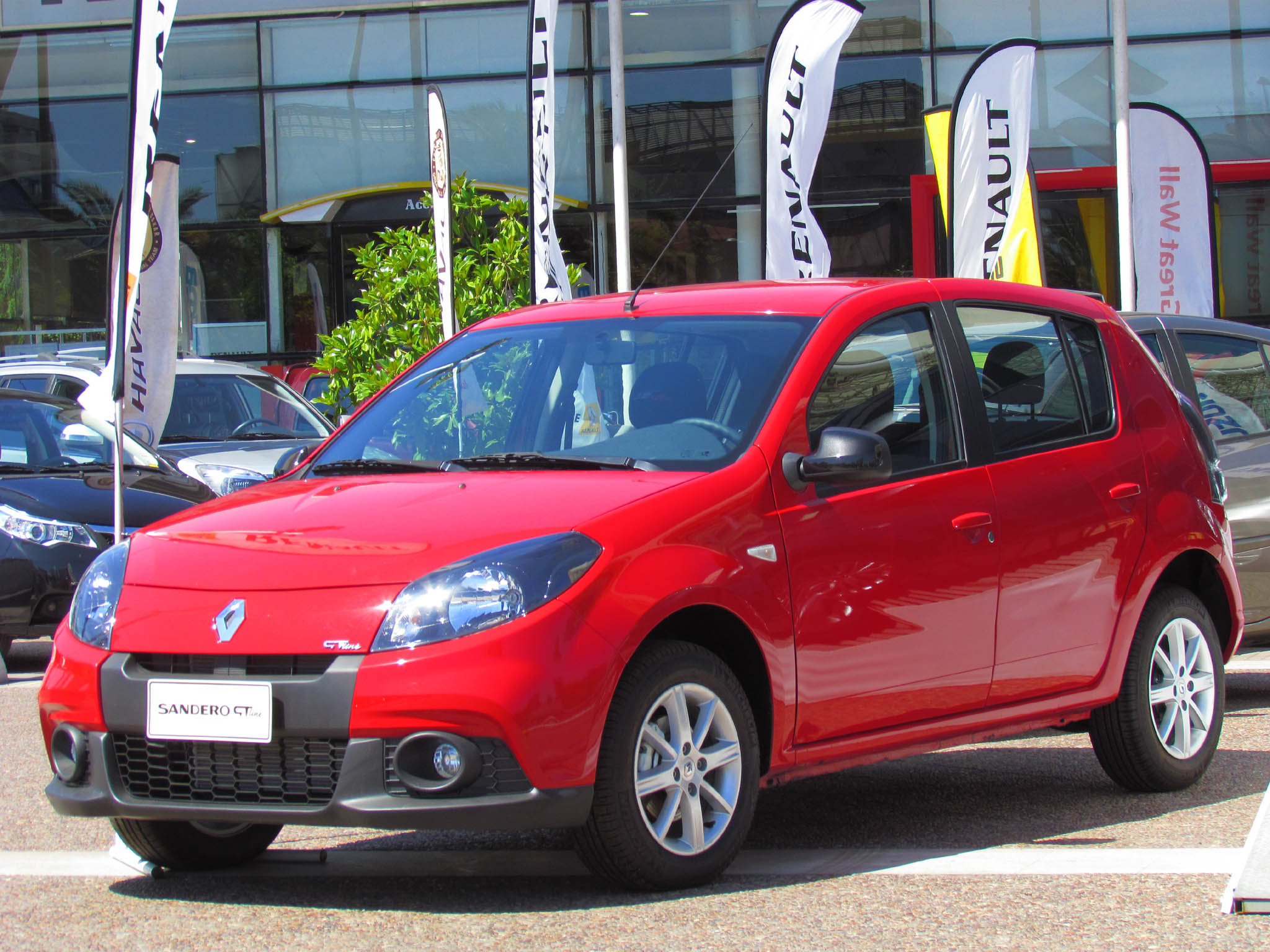
Renault Sandero 1.6 GT Line 2013

- Authentique 1.0 16V (2007—2014)
- Expression 1.0 16V (2007—2014)
- TechRun 1.0 16V (2013-2014)
- Authentique 1.6 8V (2007-2010)
- Expression 1.6 8V (2007-2014)
- Privilège 1.6 8V (2007-2014)
- Privilège MT 1.6 16V (2007-2010)
- Nokia 1.6 16V (2008)
- Stepway 1.6 16V (2008-2011)
- Privilège AT 1.6 16V (2011-2014)
- Stepway 1.6 8V (2011-2014)
- Stepway AT 1.6 16V (2011-2014)
- Vibe 1.6 8V (2009-2010)
- GT Line 1.6 16V (2011)
- GT Line 1.6 8V (2012-2014)
- Stepway Rip Curl 1.6 16V (2012)
- Stepway Tweed 1.6 16V (2013-2014)

## Segunda Geração

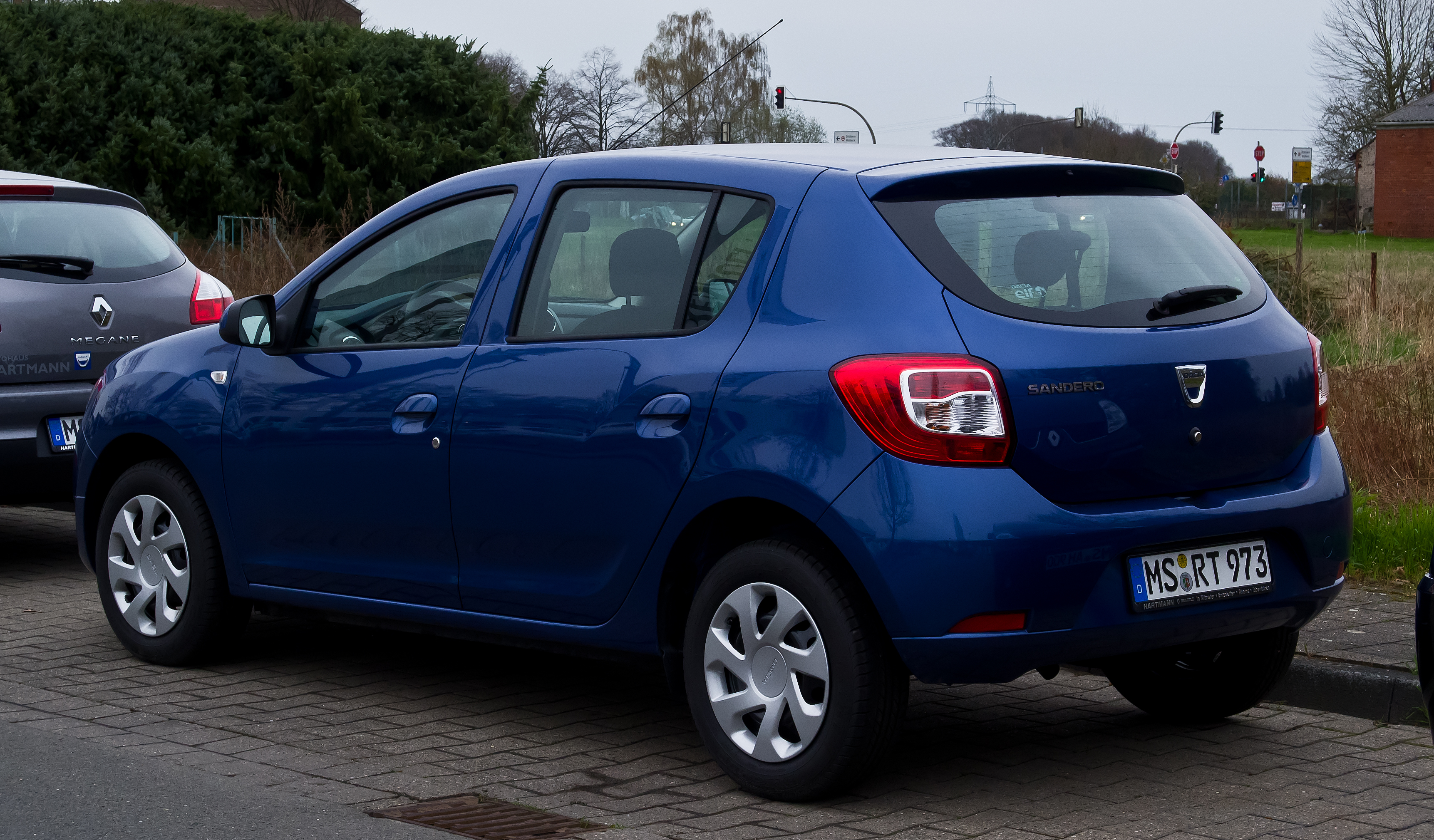
Rear view

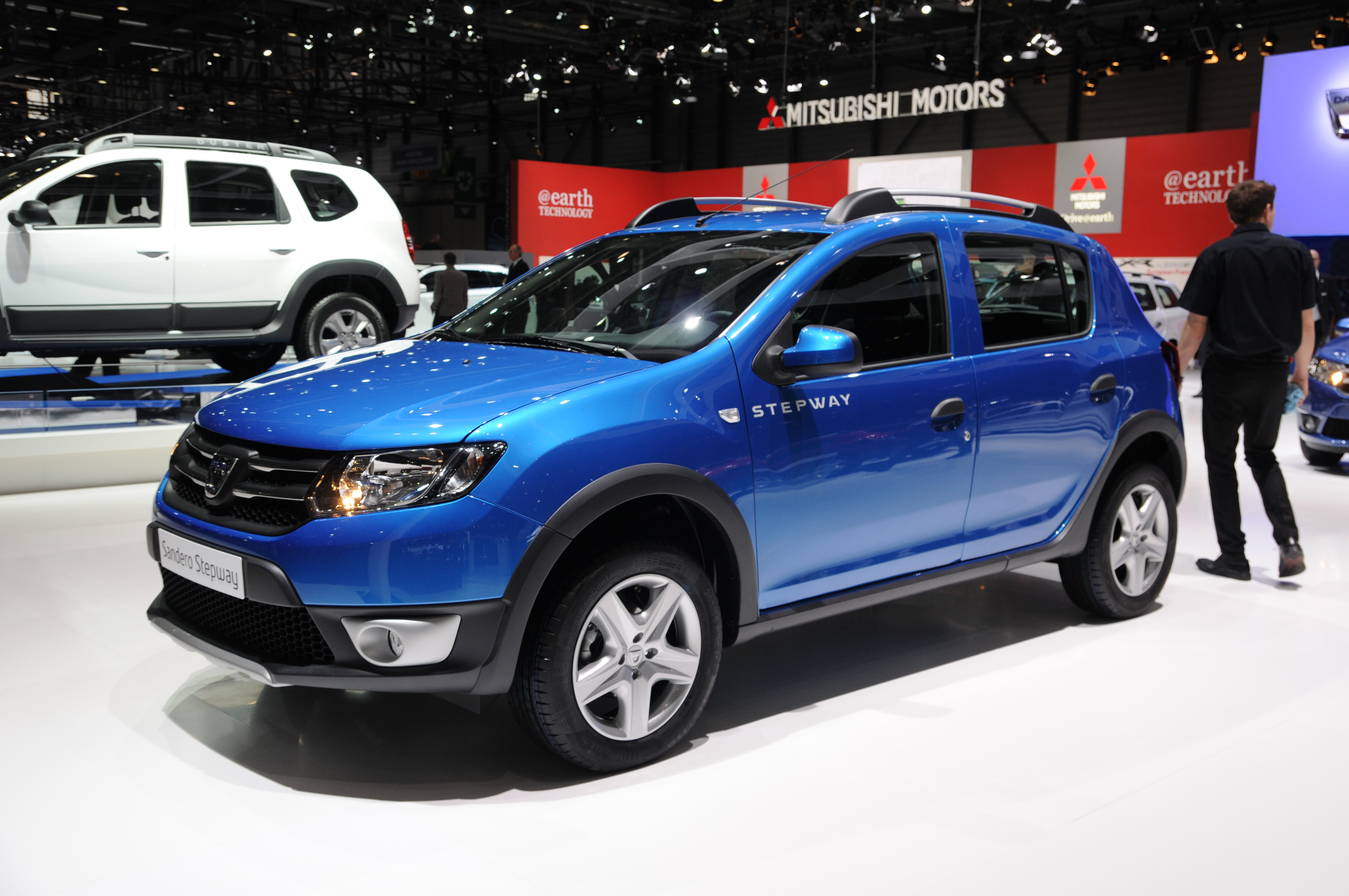
Dacia Sandero Stepway

A segunda geração do Sandero foi revelada pela Dacia durante o Paris Motor Show de 2012. Durante o evento a nova geração do Stepway também foi apresentada.
O hatch e sua versão mini crossover foram flagrados cobertos por camuflagens durante o ano de 2012, durante os meses de Junho, Julho, e Setembro, e pouco tempo depois a revista automotiva Auto Bild publicou uma projeção em CGI do que seria o novo Sandero o mesmo aconteceu com a Za Rulem. As fotos Oficiais do novo Sandero foram reveladas pela Dacia em 17 de Setembro de 2012, mostrando o design externo bastante similar ao do novo Logan e o painel inspirado no Dacia Lodgy.

### Produção e vendas
Na Romênia, o novo Sandero e Sandero Stepway estavam disponíveis para encomenda desde 01 de Outubro de 2012. Ele também foi disponibilizado no Reino unido, onde ele se juntou ao Duster nas concessionarias em 2013, tornando-se o carro mais acessível no mercado.
Em Junho de 2014, o compacto foi lançado como o novo Renault Sandero no Brasil, onde também é produzido para exportação para toda América do Sul. As vendas na Rússia começaram em setembro de 2014, O Sandero é montado localmente pela planta da AvtoVAZ.
A atual geração do Sandero é produzida em Mioveni, Romênia (próximo a Pitesti) para mercados com volante no lado direito (RHD para right-hand drive) como Reino Unido, Irlanda, Chipre e África do Sul (sob o nome Renault Sandero), o modelo também é produzido na Argélia pela Renault Argélia desde o começo de 2016 apenas para o mercado interno, somente o modelo Stepway Extreme Edition.

### Facelift
Em 2017 a Dacia resolveu revitalizar o visual do compacto. O primeiro facelift do novo Sandero o trouxe um visual mais sóbrio, a dianteira ganhou luzes de posição noturna e detalhes cromados na grade frontal e novos faróis. A traseira recebeu para-choques redesenhados para parecerem mais robustos e o interior das lanternas também foram retrabalhados. Esta reestilização só chegou em 2019 ao Brasil.

### Segurança
Em 2013, a segunda geração do Dacia Sandero alcançou 4 estrelas de 5 na classificação geral da EuroNCAP para a versão básica. Um resultado melhor que o modelo básico da geração anterior, que alcançou apenas 3 estrelas.
O carro recebeu a pontuação de 29 pts (80%) para ocupantes adultos, 39 pts (79%) para crianças, 21 pts (57%) para pedestres e 5 pts (55%) para "assistências de segurança", esses resultados foram classificados como 5/5 estrelas para proteção de ocupantes adultos e crianças, e 4/5 estrelas para proteção de Pedestres e "assistências de segurança".
- Ocupantes Adultos:
- Ocupantes crianças:
- Pedestres:
- "assistências de segurança":

### Sandero R.S. 2.0

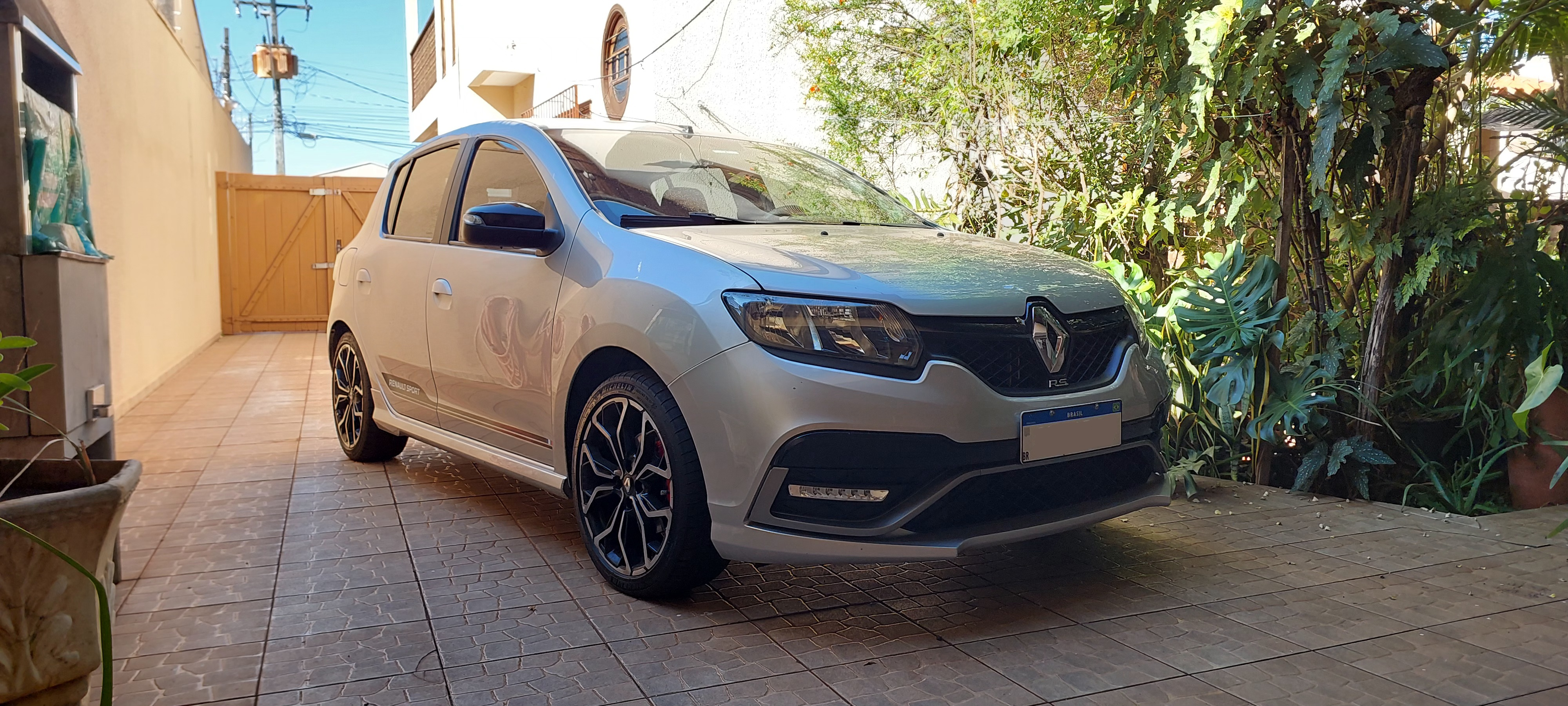
Renault Sandero RS

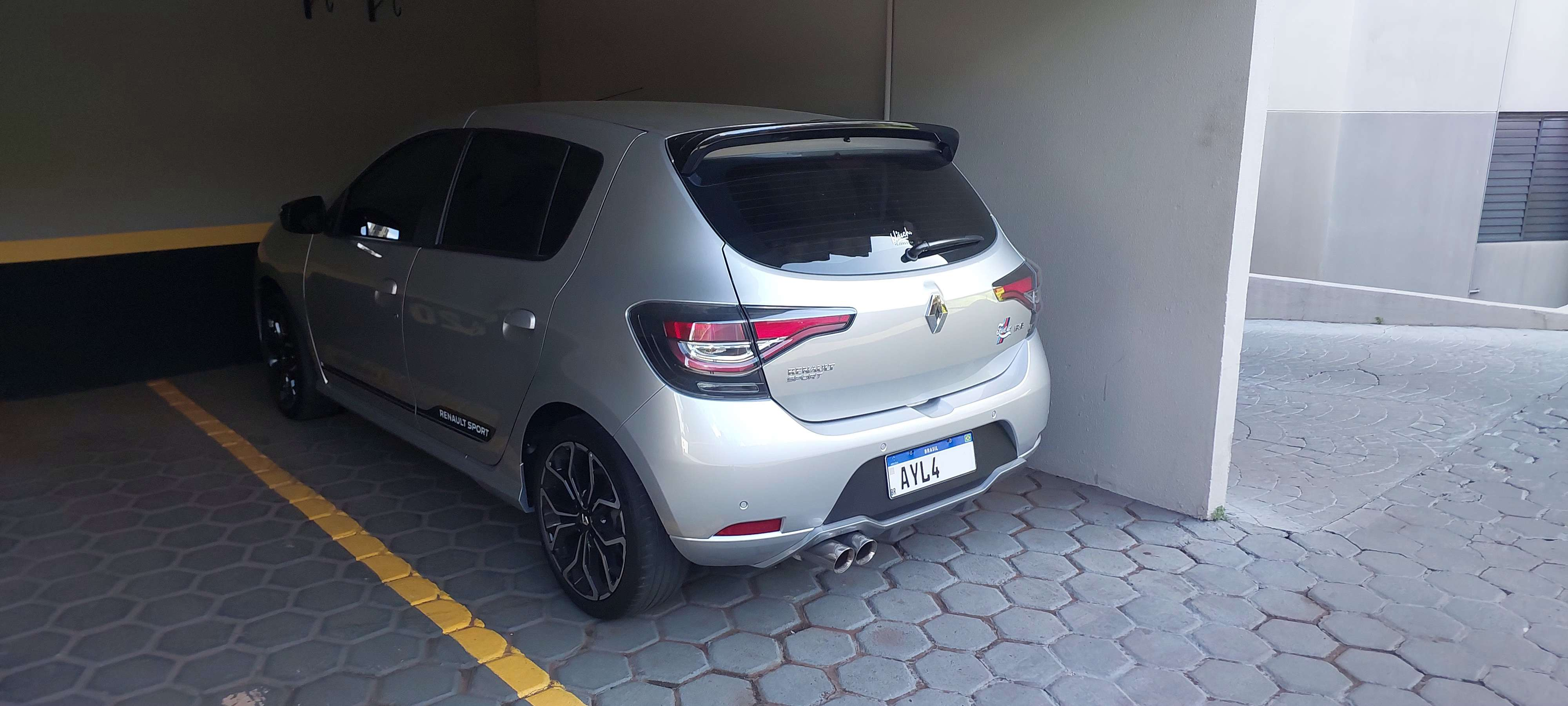
Traseira (Facelift 2019-2022)

Em junho de 2015, foi lançado no brasil a versão esportiva do Sandero, a R.S., diferente a versão GT Line que apela para adesivos e outros artifícios para parecer esportivo, o R.S. foi todo retrabalhado pela Renault Sport (A divisão esportiva da Renault e também responsável pelo time da F1 da marca). Segundo a Renault foram mais de 120 mil horas de engenharia dedicadas ao bólido, cerca de 75 engenheiros dedicados a essa versão. Cerca de trinta protótipos rodaram mais de 250 mil km na Espanha, França, Suécia, Argentina e Brasil.

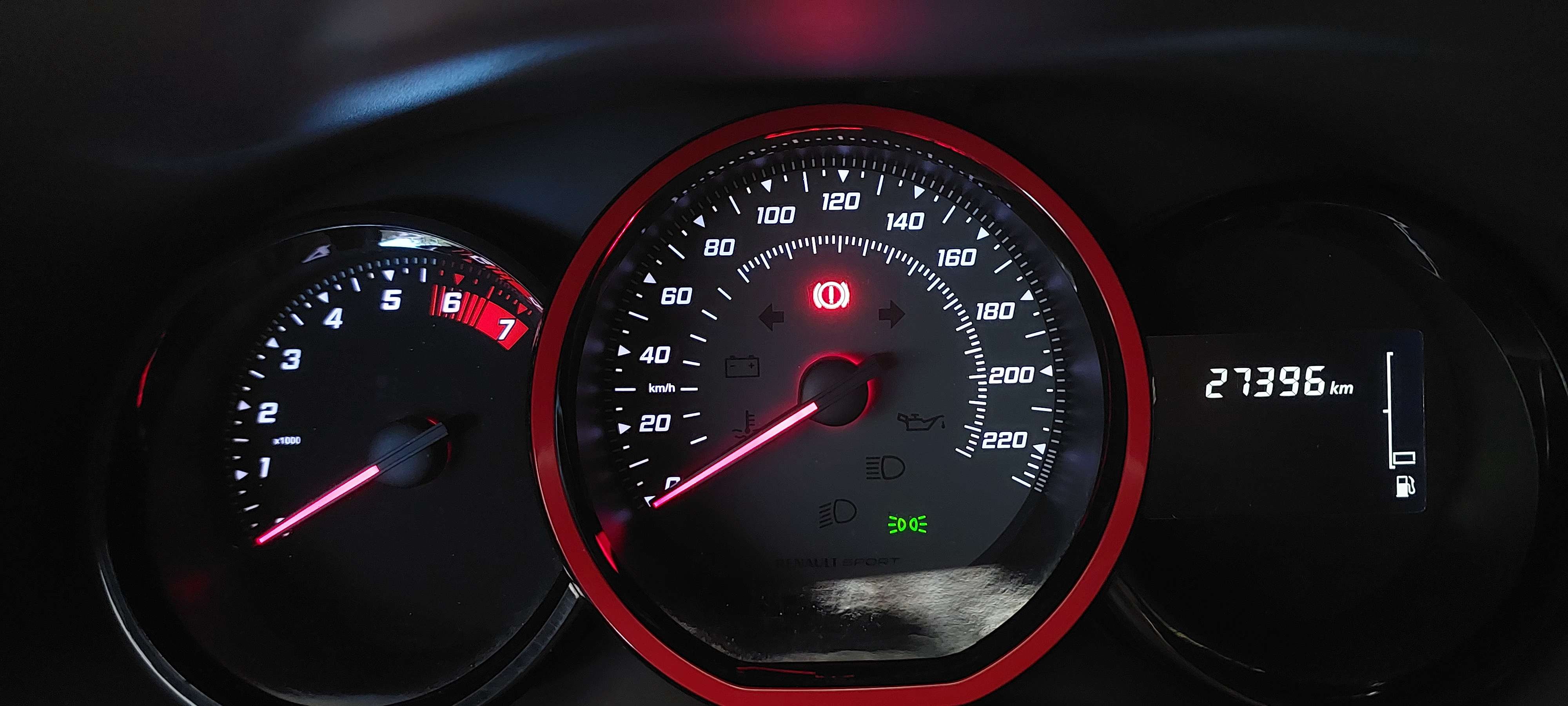
Velocimetro (Racing Spirit + Facelift)

#### Motor
O R.S. utiliza um motor 2.0L F4R 16v, motor conhecido por equipar a versão 2.0 do Duster e o Fluence GT no Brasil – mas que também está presente nos esportivos da Renault Sport, como os Clio III RS 172, 182, 197 e 200 e no Mégane III RS 275 Trophy. O motor quando abastecido com etanol gera 150 cv (110 kW) a 5.750 rpm (com corte de ignição a 6.200 rpm), e 20,9 kgf-m (205 Nm) de torque a 4.000 rpm. Quando abastecido com gasolina ele produz 145 cv (107 kW) a 5.750 rpm e 20,2 kgf-m (198 Nm) de torque a 4.000 rpm.

#### Transmissão
Além do motor ele também herdou a transmissão do Duster, a TL4 093. Um câmbio manual de 6 velocidades que possui todas as marchas sincronizadas (inclusive a ré), foi totalmente reescalonado.
| Marcha      | Sandero R.S. 2.0 | Duster 2.0 MT 4x2 |
| ----------- | ---------------- | ----------------- |
| 1ª          | 3,72:1           | 3,73:1            |
| 2ª          | 2,10:1           | 2,11:1            |
| 3ª          | 1,63:1           | 1,45:1            |
| 4ª          | 1,29:1           | 1,11:1            |
| 5ª          | 1,02:1           | 0,91:1            |
| 6ª          | 0,81:1           | 0,77:1            |
| Ré          | 3,54:1           | 3,69:1            |
| Diferencial | 4,12:1           | 4,13:1            |

### Motores
| Motor                                                   | Código             | Volume             | Potência                                                       | Torque                                                          | Velocidade máxima                      | 0–100 km/h         | Consumo Combinado            | Emissão de CO²     |
| Motores a gasolina                                      | Motores a gasolina | Motores a gasolina | Motores a gasolina                                             | Motores a gasolina                                              | Motores a gasolina                     | Motores a gasolina | Motores a gasolina           | Motores a gasolina |
| ------------------------------------------------------- | ------------------ | ------------------ | -------------------------------------------------------------- | --------------------------------------------------------------- | -------------------------------------- | ------------------ | ---------------------------- | ------------------ |
| 0.9 12v TCe                                             | H4Bt 400           | 898 cc             | 90 cv (66 kW) a 5950 rpm                                       | 13,86 kgf-m (136 Nm) a 2500 rpm                                 | 175 km/h (109 mph)                     | 11.1 s             | 5.3 l/100 km                 | 122 g/km           |
| 1.0 16v MPFi                                            | D4D Hi-Flex        | 999 cc             | (E) 80 cv (59 kW) a 5750 rpm (G) 77 cv (57 kW) a 5750 rpm      | 10,50 kgf-m (103 Nm) a 4250 rpm 10,20 kgf-m (100 Nm) a 4250 rpm | 161 km/h (100 mph) 160 km/h (99,4 mph) | 14.1 s             | 9.7 l/100km 6.3 l/100km      | 0 g/km 106 g/km    |
| 1.0 12v SCe                                             | B4D 411            | 999 cc             | (E) 82 cv (60 kW) a 6300 rpm (G) 79 cv (58 kW) a 6300 rpm      | 10,50 kgf-m (103 Nm) a 3500 rpm 10,20 kgf-m (100 Nm) a 3500 rpm | 163 km/h (101 mph) 160 km/h (99,4 mph) | 13.1 s 13.0 s      | 10.5 l/100 km 7.1 l/100 km   | 0 g/km 93 g/km     |
| 1.2 16v                                                 | D4F 732            | 1 149 cc           | 75 cv (55 kW) a 5500 rpm                                       | 10,91 kgf-m (107 Nm) a 4250 rpm                                 | 162 km/h (101 mph)                     | 14.5 s             | 5.9 l/100 km                 | 137 g/km           |
| 1.2 16v GNV                                             | D4F Bi-Fuel 732    | 1 149 cc           | 72 cv (53,0 kW) a 5500 rpm                                     | 10,70 kgf-m (105 Nm) a 4250 rpm                                 | 154 km/h (95,7 mph)                    | 15.1 s             | 7.6 l/100 km                 | 120 g/km           |
| 1.6 8v                                                  | K7M 764            | 1598               | (E) 106 cv (78,0 kW) a 5250 rpm (G) 98 cv (72,1 kW) a 5250 rpm | 15,5 kgf-m (152 Nm) a 2850 rpm 14,5 kgf-m (142 Nm) a 2850 rpm   | 179 km/h (111 mph)                     | 11 s               | 12.5 l/100 km 8.7 l/100 km   | 0 g/km 118 g/km    |
| 1.0 12v TCe                                             |                    | 998 cc             | 90 cv (66,2 kW) a 5250 rpm                                     | 13,8 kgf-m (135 Nm) a 2500 rpm                                  | 175 km/h (109 mph)                     | 11.1 s             | 5.2 l/100 km                 | 121 g/km           |
| 2.0 16v MPFi                                            | F4R                | 1 998 cc           | (E) 150 cv (110 kW) a 5750 rpm (G) 145 cv (107 kW) a 5750 rpm  | 20,9 kgf-m (205 Nm) a 4000 rpm 20,2 kgf-m (198 Nm) a 4000 rpm   | 202 km/h (126 mph)                     | 8.0 s 8.4 s        | 14.8 l/100 km 10.47 l/100 km | 0 g/km 148 g/km    |
| Motores a diesel                                        |                    |                    |                                                                |                                                                 |                                        |                    |                              |                    |
| 1.5 dCi 75                                              | K9K 612            | 1 461 cc           | 75 cv (55,2 kW) a 4000 rpm                                     | 20,39 kgf-m (200 Nm) a 1750 rpm                                 | 159 km/h (98,8 mph)                    | 14.6 s             | 3.9 l/100 km                 | 103 g/km           |
| 1.5 dCi 90                                              | K9K 612            | 1 461 cc           | 90 cv (66 kW) a 3750 rpm                                       | 22,43 kgf-m (220 Nm) a 1750 rpm                                 | 167 km/h (104 mph)                     | 12.1 s             | 3.9 l/100 km                 | 103 g/km           |
| [ 56 ] [ 57 ] [ 58 ] [ 59 ] [ 60 ] [ 61 ] [ 62 ] [ 63 ] |                    |                    |                                                                |                                                                 |                                        |                    |                              |                    |

### Versões no Brasil
- Authentique 1.0 16V (2007-2016)
- Expression 1.0 16V (2007-2016)
- Expression Easy'R 1.6 8V (2014- 2016)
- Expression 1.6 8V (2007-2016)
- Stepway 1.6 8V (2011-2016)
- Dynamique 1.6 8V (2014-2016)
- Stepway Easy'R 1.6 8V (2014- 2016)
- R.S. 2.0 16V (2015-2022)
- Racing Spirit 2.0 16V F4R (2018-2019)
- Authentique 1.0 Sce 12V (2016-2020)
- Vibe"' 1.0 Sce 12V (2016-2019)
- Expression 1.0 12V (2016-2020)
- Expression 1.6 Sce 16V (2016-2019)
- Expression Easy'R 1.6 Sce 16V (2016-2017)
- Dynamique 1.6 Sce 16V (2016-2017)
- Dynamique Easy'R 1.6 Sce 16V (2016-2017)
- Stepway 1.6 Sce 16V (2016-2019)
- Stepway Easy'R 1.6 Sce 16V (2016-2019)
- R.S. Racing Spirit 2.0 16V (2017-2019);
- Stepway Expression 1.6 Sce 16V (2017-2019)
- Stepway Expression 1.6 Sce 16V (2017-2019)
- Intense CVT (2019-2021)
- Zen (2019 - 2023)
- Zen CVT (2019 - 2021)
- Stepway Iconic (2019 - 2025)
- Stepway Zen CVT (2019 - 2025)
- Stepway Zen MT (2019 - 2025)